# GUD Energia
A GUD Comercializadora de Energia S.A., comercialmente conhecida como GUD Energia, é uma empresa brasileira que atua no Ambiente de Contratação Livre (ACL), também conhecido como Mercado Livre de Energia. A companhia se dedica à comercialização de energia elétrica proveniente de fontes 100% renováveis, com foco principal em clientes corporativos (B2B).
A empresa foi constituída como uma joint venture entre a Auren Energia, uma das maiores geradoras e líder na comercialização de energia no Brasil, e a Telefônica Brasil S.A., a maior empresa de telecomunicações do país. O modelo de negócio da GUD Energia baseia-se na combinação das competências de suas controladoras para oferecer soluções energéticas personalizadas, visando a redução de custos para seus clientes e a simplificação do processo de migração para o mercado livre.

## História
A criação da GUD Energia está diretamente ligada às transformações regulatórias do setor elétrico brasileiro. O país vem implementando uma abertura gradual do seu mercado de energia desde 1995, permitindo que um número crescente de consumidores negocie livremente a compra de eletricidade.
Um marco decisivo para a criação de novas empresas no setor foi a publicação da Portaria Normativa nº 50/GM/MME pelo Ministério de Minas e Energia em setembro de 2022. Esta portaria estabeleceu que, a partir de 1º de janeiro de 2024, todos os consumidores conectados em média e alta tensão, classificados como Grupo A, poderiam migrar para o Ambiente de Contratação Livre (ACL), independentemente do seu volume de demanda contratada. Anteriormente, apenas consumidores com demanda superior a um determinado limite possuíam essa liberdade.
Essa mudança regulatória representou um choque de mercado previsível e de grande magnitude. Corporações com visão estratégica, como a Vivo e a Auren, tiveram mais de um ano para se preparar para a nova realidade. A portaria funcionou como um catalisador, sinalizando uma oportunidade de negócio clara e com um cronograma definido. A consequência imediata da abertura foi uma onda massiva de migração. Segundo dados da Câmara de Comercialização de Energia Elétrica (CCEE), mais de 72 mil novos consumidores comerciais ingressaram no mercado livre logo no início de 2024. Ao longo do ano, o número total de migrações se aproximou de 21 mil, com a esmagadora maioria (18.344) sendo realizada por meio de comercializadoras varejistas. Esse cenário de expansão acelerada, que viu o número de comercializadoras varejistas habilitadas chegar a 100 no final de 2023 , formou o ambiente competitivo no qual a GUD Energia foi projetada para operar e prosperar.

### Formação da Joint Venture e Lançamento
A GUD Energia não foi uma reação oportunista, mas sim um movimento estratégico calculado, concebido para capitalizar a disrupção do mercado. A joint venture entre a Vivo e a Auren foi anunciada publicamente em dezembro de 2023, um momento escolhido para gerar impulso exatamente às vésperas da abertura do mercado em janeiro de 2024.
A empresa foi formalmente constituída como GUD Comercializadora de Energia S.A. em 29 de fevereiro de 2024 e, subsequentemente, obteve a autorização da Agência Nacional de Energia Elétrica (ANEEL) para operar como agente de comercialização.
O período de seis meses entre o anúncio e o lançamento operacional, em junho de 2024, foi utilizado para uma rápida estruturação da companhia. Esse desenvolvimento acelerado foi possível porque a GUD Energia foi concebida sob um modelo de integração de ativos, em vez de construir suas capacidades do zero. A empresa nasceu "asset-light", funcionando como uma interface operacional entre duas gigantes. A Auren Energia forneceu o ativo mais intensivo em capital: a garantia de suprimento de energia renovável e a sofisticada expertise em comercialização. A Vivo, por sua vez, contribuiu com ativos igualmente valiosos e difíceis de replicar: uma força de vendas B2B com 5.000 colaboradores, uma base de clientes corporativos já estabelecida, e uma profunda experiência em digitalização para criar plataformas de cliente simplificadas. Assim, a fase de "fundação" da GUD consistiu em criar a estrutura legal e os processos para conectar esses ecossistemas pré-existentes, o que explica a afirmação de que a empresa "nasce grande".
O lançamento oficial das operações em junho de 2024 incluiu a apresentação da marca GUD, desenvolvida em parceria com a agência de branding Design Bridge and Partners, do Grupo WPP. O nome foi inspirado na fonética da palavra inglesa "good", com o objetivo de associar a marca a conceitos de qualidade, sustentabilidade e simplicidade.

## Modelo de Negócio e Operações

### Atuação como Comercializadora Varejista
A GUD Energia atua no mercado sob a figura da comercializadora varejista. Este é um tipo de agente habilitado pela CCEE para representar os interesses de consumidores no mercado livre, especialmente aqueles com menor porte ou que buscam uma transição simplificada.
Nesse modelo, a GUD assume toda a complexidade técnica e burocrática do processo de migração e da gestão contínua do contrato de energia. Isso inclui a adesão à CCEE, a modelagem dos contratos e o cumprimento das obrigações setoriais. Essa abordagem é central para a sua proposta de valor, que promete uma migração "sem custo e sem burocracia" para o cliente. O público-alvo inicial da empresa são os consumidores do Grupo A, que englobam uma vasta gama de negócios como indústrias, redes de varejo, shoppings, hospitais e outros estabelecimentos comerciais e de serviços.

### Sinergias Estratégicas: Auren e Vivo
O principal diferencial competitivo da GUD Energia reside na sinergia estratégica entre suas empresas controladoras. Cada uma aporta competências distintas e complementares que, juntas, criam uma oferta robusta e de difícil replicação por concorrentes.
- Papel da Auren Energia: Como uma das maiores geradoras de energia renovável e líder em comercialização no Brasil, a Auren garante o suprimento de energia 100% limpa (eólica, hídrica e solar) para os clientes da GUD. Além do fornecimento físico, a Auren aporta sua vasta experiência em gestão de portfólio de energia, análise de mercado e gerenciamento de riscos, permitindo que a GUD ofereça preços competitivos e contratos seguros.[11]
- Papel da Vivo: A Vivo transfere para a joint venture três ativos estratégicos:
  1. Capilaridade e Acesso ao Mercado: A Vivo possui uma das maiores operações B2B do Brasil, com uma força de vendas de 5.000 profissionais e um relacionamento consolidado com milhares de empresas em todo o território nacional. Isso confere à GUD um acesso imediato e em larga escala ao seu público-alvo, reduzindo drasticamente os custos de aquisição de clientes.[2]
  2. Expertise Digital: Com anos de experiência no desenvolvimento de produtos e serviços digitais para milhões de usuários, a Vivo contribui com o know-how para criar uma jornada de cliente simples e intuitiva.
  3. Marca e Confiança: A marca Vivo, amplamente reconhecida e associada à tecnologia e confiabilidade, serve como um selo de qualidade que mitiga a percepção de risco para empresas que consideram migrar para o mercado livre pela primeira vez.

### Oferta de Produtos e Valor para o Cliente
A proposta de valor da GUD Energia é centrada em três pilares principais:
1. Economia Financeira: A promessa central é a possibilidade de uma redução de até 30% nos custos da conta de luz, sem a necessidade de investimentos em infraestrutura ou de alterações nos hábitos de consumo por parte do cliente. A empresa oferece uma análise gratuita e personalizada para estimar o potencial de economia de cada negócio.
2. Sustentabilidade: Toda a energia comercializada pela GUD é proveniente de fontes 100% renováveis, permitindo que seus clientes avancem em suas metas de sustentabilidade e melhorem seus indicadores ESG (Environmental, Social and Governance).
3. Consultoria e Simplificação: A GUD se posiciona como uma consultora em gestão de energia. Suas atividades secundárias registradas, como consultoria em gestão empresarial e intermediação de negócios , refletem essa abordagem de guiar o cliente em todo o processo, desde a análise inicial até a gestão do contrato no mercado livre.

## Estrutura Corporativa e Acionária
A GUD Energia é uma sociedade anônima de capital fechado, não listada em bolsa de valores. Essa estrutura foi desenhada para garantir que as decisões estratégicas alinhem os interesses de ambas as controladoras, maximizando as sinergias operacionais e comerciais que formam a base do negócio.

### Direção Executiva
A liderança da GUD Energia foi confiada ao Diretor-Geral Fabio Balladi. A escolha de seu perfil é um forte indicativo da estratégia central da companhia. Balladi possui uma carreira de mais de duas décadas na Telefônica Brasil, onde atuou em diversas áreas de liderança comercial e de desenvolvimento de mercado.
Antes de assumir a GUD, seu cargo era o de Diretor Comercial do Segmento Top B2B da Vivo, sendo responsável pelo relacionamento com os 7.000 maiores grupos econômicos do Brasil. A nomeação de um executivo com vasta experiência em vendas e relacionamento no setor de telecomunicações, em vez de um especialista do setor elétrico, revela onde a GUD Energia concentra seu foco estratégico. A parte técnica da geração e comercialização de energia é garantida pela Auren. O desafio principal, e onde a GUD busca se diferenciar, é na execução comercial em massa: aquisição de clientes, gestão de relacionamento e simplificação da experiência de um produto complexo. A experiência de Balladi em vender serviços de tecnologia para o mesmo público-alvo da GUD é, portanto, o ativo de liderança mais crítico para o sucesso do plano de negócios da joint venture.

## Posicionamento de Mercado e Perspectivas

### Desempenho Inicial e Ambições
A GUD Energia entrou no mercado com um forte impulso. Antes mesmo de seu lançamento público oficial, a empresa já havia iniciado suas atividades comerciais e, em junho de 2024, já contava com uma carteira de aproximadamente 100 clientes, majoritariamente dos setores de varejo e indústria. Este sucesso inicial validou a eficácia do modelo de negócio e a força da sinergia entre Vivo e Auren.
A ambição da companhia, conforme articulado por seu diretor-geral, é clara: "liderar o mercado em nosso segmento de atuação". A empresa se apoia em seu "DNA de gente grande" para competir em um mercado que, embora crescente, já conta com centenas de players.

### Estratégia de Expansão Futura
A visão da GUD Energia transcende o atual mercado B2B de alta tensão. A liderança da empresa já declarou publicamente que a estratégia atual é apenas o primeiro passo, e que a companhia está se preparando para um cenário de abertura total do mercado de eletricidade brasileiro.
Essa futura fase de liberalização permitirá a expansão da oferta para consumidores de baixa tensão, o que inclui pequenos comércios e, crucialmente, o mercado residencial.
Nesse contexto, a atual operação no segmento B2B funciona como uma "cabeça de ponte" estratégica. É um ambiente onde a GUD pode, de forma controlada, construir e refinar seus ativos mais importantes para o futuro: uma marca reconhecida no setor de energia, plataformas digitais testadas em escala, processos operacionais robustos e uma equipe experiente. Quando o mercado residencial for aberto, a GUD não será uma novata. Será uma empresa estabelecida, com a vantagem competitiva única de sua associação com a Vivo, que já possui acesso direto a milhões de lares brasileiros através de seus serviços de telecomunicações. Isso abre a possibilidade de criar ofertas integradas e pacotes de serviços (ex: internet, telefonia e energia renovável), um diferencial poderoso que competidores puramente do setor elétrico teriam dificuldade em igualar.